# Szarvadi szénafűdűlő
Szarvadi szénafűdűlő (románul: Fânațe) település Romániában, Erdélyben, Beszterce-Naszód megyében.

## Fekvése
Septér mellett fekvő település.

## Története
Szarvadi szénafűdűlő korábban Septér része volt. 1956-ban vált külön településsé 348 lakossal.
1966-ban 372 lakosából 366 román, 6 magyar, 1977-ben 366 lakosából 364 román, 2 magyar, 1992-ben pedig 241 lakosából 239 román, 2 magyar volt.
A 2002-es népszámláláskor 208 lakosából 206 román, 2 magyar volt.